# Richard Thieberger
Richard Thieberger (* 3. März 1913 in Wien; † 16. Mai 2003 in Nizza) war ein österreichisch-französischer Germanist, Romanist und Hochschullehrer.

## Leben
Richard Simon Thieberger studierte an der Universität Wien germanistische  und romanistische Literatur- und Sprachwissenschaft unter anderem bei Elise Richter, Karl Bühler und Nikolai Sergejewitsch Trubetzkoy. 1934 war er als Lehrassistent in Frankreich. 1935 wurde er in Wien germanistisch promoviert. Als Lektor an der Universität Caen (seit 1937) blieb er 1938 beim Anschluss Österreichs in Frankreich und erlangte die französische Staatsbürgerschaft. 1941 wurde er Lektor an der Universität Toulouse und überstand die nationalsozialistische deutsche Besetzung im Untergrund. Nach dem Zweiten Weltkrieg war er Kulturoffizier in der  französischen Besatzungszone und baute die Universität Mainz auf. 1951 bestand er die Agrégation d’allemand. Er lehrte ab 1958 am Dolmetscherinstitut in Germersheim, ab 1965 an der Universität Straßburg und ab 1967 an der Universität Nizza. Nachdem er sich 1969 an der Sorbonne habilitiert hatte, wurde er 1970 in Nizza Professor und leitete bis zu seiner Emeritierung das dortige Sprachenzentrum.

## Veröffentlichungen
- (Bearbeiter mit Jean Mercure) Fritz Hochwälder: ... sur la Terre comme au ciel. Pièce en 5 tableaux. Table ronde, Paris 1952.
- Der Begriff der Zeit bei Thomas Mann. Vom Zauberberg zum Joseph.  Verlag für Kunst und Wissenschaft, Baden-Baden 1952.
- (Hrsg. und Übersetzer) Georg Büchner: La Mort de Danton. PUF, Paris 1953. Aubier-Flammarion, Paris 1972.
- (Übersetzer) Fritz Hochwälder: Donadieu. Suivi de L'Accusateur public. Table ronde, Paris 1955.
- Albert Camus. Eine Einführung in sein dichterisches Werk. Diesterweg, Frankfurt am Main 1961.
- (Hrsg.) Albert Camus. 2. Camus devant la critique de la langue allemande. La revue des lettres modernes, Paris 1963.
- (Hrsg. und Übersetzer) Oskar Jellinek: Die Geburt Homers = La Naissance d'Homère. Lettres modernes, Paris 1963.
- Le Genre de la nouvelle dans la littérature allemande. Minard, Paris 1968. (Thèse)
- Georg Büchners „Lenz“. Versuch einer Synthese aus inhaltsbezogener und struktureller Analyse des Ausdrucks. (Thèse complémentaire, Paris 1969)
- (Hrsg.) Études allemandes et autrichiennes. Belles Lettres, Paris 1977.
- (Hrsg.) Les Langues vivantes dans l'enseignement supérieur. Etudes didactiques. Belles Lettres, Paris 1979.
- (Hrsg.) Hermann Broch und seine Zeit. Akten des Internationalen Broch-Symposiums, Nice 1979. Lang, Bern u. a. 1980.
- Georg Büchner. Lenz. Diesterweg, Frankfurt am Main 1985.
- Stilkunde. Lang, Frankfurt am Main 1988.